# سام وود (لاعب كرة قدم)
سام وود (بالإنجليزية: Sam Wood)‏ (9 أغسطس 1986 في المملكة المتحدة - ) هو لاعب كرة قدم بريطاني في مركز الوسط. لعب مع نادي برينتفورد ونادي روذرهام يونايتد وويكمب وندررز ونادي بروملي وكراي واندررز.

## وصلات خارجية
- سام وود على موقع قاعدة بيانات كرة القدم.إي يو (الإنجليزية)
- سام وود على موقع Soccerbase.com (لاعب) (الإنجليزية)
- سام وود على موقع Soccerway.com (الإنجليزية)